# Celypha anatoliana
Celypha anatoliana är en fjärilsart som beskrevs av Caradja 1916. Celypha anatoliana ingår i släktet Celypha och familjen vecklare. Inga underarter finns listade i Catalogue of Life.